# Xylophanes anubus
Xylophanes anubus es una polilla de la familia Sphingidae descrita por primera vez por Pieter Cramer en 1777. Se encuentra en Surinam, México, Belice, Nicaragua, Costa Rica y al sur de Brasil, Bolivia y Argentina.
La envergadura es de 97 a 102 mm. Las hembras son más grandes que los machos. Es una especie muy variable en términos de tamaño y grado de desarrollo de las líneas oblicuas de la parte superior del ala anterior. El margen costal del ala anterior es a menudo bastante convexo y el ápice es recurvado. El abdomen tiene tres líneas dorsales, la línea media suele ser la más distinta pero puede estar ausente y las líneas laterales a veces se reducen a filas de puntos. Hay siete líneas oblicuas presentes, de las cuales la tercera es la más marcada.
Los adultos vuelan todo el año en Costa Rica.
Las larvas se alimentan de Psychotria panamensis, Psychotria chiapensis, Psychotria psychotriifolia, Psychotria nervosa y especies del género Garrobo. A menudo comen la mitad o parte de una hoja y luego se mueven a una hoja diferente. Los estadios primero y segundo son verdes, cambiando a marrón moteado o casi negro en el tercer estadio. La mayoría de la alimentación se realiza después del anochecer y las larvas a menudo se esconden en rollos de hojas o debajo de una rama durante el día.

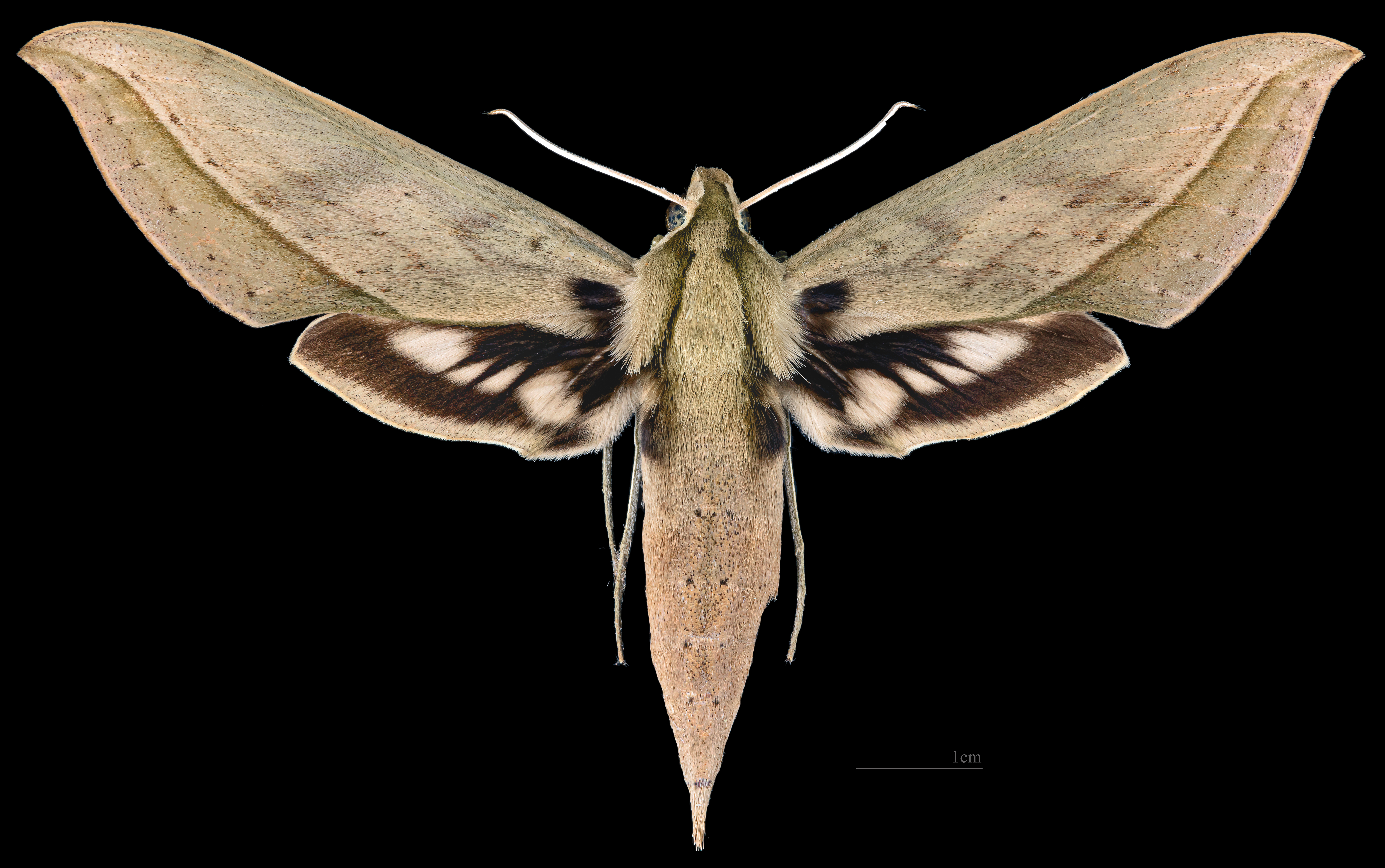
Xylophanes anubus ♀
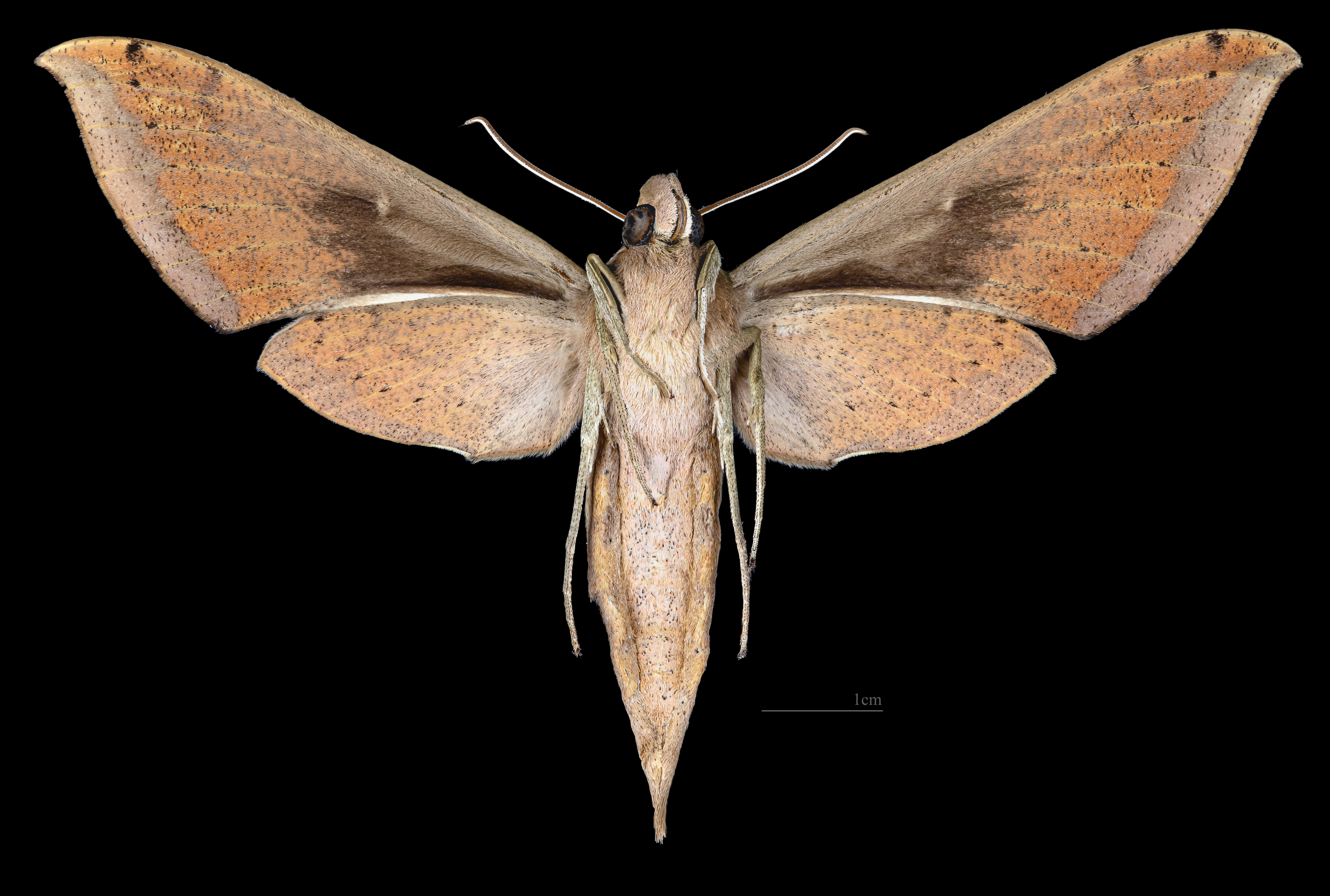
Xylophanes anubus ♀ △